# 越巂廳
越巂廳，是清代四川邊陲的一個行政區，屬寧遠府，其地在今之越西縣。

## 沿革
- 明代為越巂衛[1][2]。
- 雍正六年，以衛屬寧遠府。
- 雍正十三年，裁游擊設參將，裁柏香營併入越巂營。
- 雍正八年，設越巂衛經歷一人。
- 乾隆二十五年，罷越巂衛移通判治，越巂衛學教授改為廳學教授，訓導照舊。
- 乾隆四十五年十二月，將越巂廳學訓導改為馬邊廳學。
- 道光十五年三月，改越巂廳通判為寧遠府分駐越巂廳理民撫夷水利管糧同知（簡稱越巂廳軍糧府同知）。
- 民國元年（1912年）4月，改越巂廳同知為知事。大樹經歷署為縣佐署。
- 民國二年（1913年）3月29日，改越巂廳為越巂縣，廳署改稱縣知事公署。